# Chiềng Khoong
Chiềng Khoong là một xã thuộc huyện Sông Mã, tỉnh Sơn La, Việt Nam.
Xã Chiềng Khoong nằm cách trung tâm huyện Sông Mã Khoảng 10 km về phía đông bắc, có vị trí địa lý:
- Phía đông giáp các xã Chiềng Cang và Mường Hung
- Phía tây giáp các xã Huổi Một, Nà Nghịu và thị trấn Sông Mã
- Phía nam giáp xã Mường Cai
- Phía bắc giáp huyện Mai Sơn.

Xã Chiềng Khoong có diện tích 111,78 km², dân số năm 2016 là 13.719 người, mật độ dân số đạt 123 người/km².